# Bradley Barcola
Bradley Laurent Barcola (født 2. september 2002) er en fransk professionel fodboldspiller, som spiller for Ligue 1-klubben Paris Saint-Germain og Frankrigs landshold.

## Klubkarriere

### Olympique Lyon
Barcola begyndte sin karriere hos Olympique Lyon, hvor han skrev under på sin første professionelle kontrakt i september 2021. Han fik sin førsteholdsdebut den 4. november 2021 i en Europa League-kamp imod Sparta Prag.
Den 7. maj 2023 lavede han et hattrick af assist i en kamp imod Montpellier, da han lagde op til tre af Lyons mål i en 5-4 sejr.

### Paris Saint-Germain
Barcola skiftede i august 2023 til Paris Saint-Germain. Han scorede sit første mål for klubben den 9. december 2023 i en kamp imod Nantes.

## Landsholdskarriere
Barcola har repræsenteret Frankrig på flere ungdomsniveauer.

## Privat
Barcola er født i Villeurbanne til en fransk mor og en togolesisk far. Hans bror Malcom Barcola er også en fodboldspiller.

## Titler
Paris Saint-Germain
- Ligue 1: 1 (2023-24)
- Coupe de France: 1 (2023-24)
- Trophée des Champions: 1 (2023)